# Spintires
Spintires — відеогра жанру автосимулятора, видана студією Oovee Game Studios. Реліз відбувся 12 червня 2014 року. Розробка почалася у 2009 році.

## Історія створення
Гра створювалася для конкурсу Havok Physics Innovation Contest компанії Intel, який проходив у 2008—2009 роках. Учасникам пропонували використати продукти Havok Physics і Havok Animation. Початково вона являла собою досить просту демоверсію створену Павлом Загребельним, яка демонструвала можливості рушія Havok, але була тепло прийнята спільнотою, що посприяло до подальшого розвитку проєкту у повноцінну гру. Гра бере початок на Kickstarter — саме тоді ігрова громадськість звернула увагу на Spintires. Від часу перших зборів, гра значно змінилася, обросла додатковими функціями й отримала велику кількість прихильників, які створювали модифікації. Також, у фінальній версії з'явився Багатокористувацький режим.

## Ігровий процес
Spintires є симулятором їзди по бездоріжжю. Гравцю потрібно возити вантажі на радянських вантажних автомобілях.
Їздити прийдеться по російській тайзі, де немає асфальтованих доріг, а є тільки лісні важкопрохідні просіки
Головна особливість гри — деформована дорожня поверхня, яку надає реалізувати фізичний рушій Havok. Автомобілі можуть залишати після себе колію на дорозі.
Особливості гри:
- Реалістична поведінка машин на трасі
- Багатокористувацька гра на 4 гравців.
- Зміна дня і ночі, погодних ефектів
- Завдання по доставленню вантажів
- Різноманіття автомобілів
- Управління краном-маніпулятором для завантаження дерев